# Теплоозьорск
Теплоозьорск (на руски: Теплоозёрск) е селище от градски тип в Облученски район на Еврейската автономна област в Русия.

## География
Селището е разположено на 94 км западно от областния център, град Биробиджан и на 66 км североизточно от районния център, град Облучие. Намира се на километър и половина от брега на река Бира (приток на Амур). На селището Теплоозьорск съответства железопътната станция Тьоплое озеро.
С разпорежане на Правителството на Руската федерация от 29 юли 2014 г. № 1398-р „Об утверждении перечня моногородов“, селището е включено в категорията „Монопрофильные муниципальные образования Российской Федерации (моноград), в которых имеются риски ухудшения социально-экономического положения“.

## История
Селището получава името си от намиращото се наблизо незамръзващо през зимата езеро (съединено с проток с река Бира). На брега на езерото има рибарски развъдник.
Статут на селище от градски тип получава през 1958 г.

## Демография
| 7504 | 6562 | 6485 | 5775 |